# Pomorskie Towarzystwo Rolnicze
Pomorskie Towarzystwo Rolnicze – organizacja rolnicza założona na Pomorzu w celu upowszechniania nowoczesnych metod gospodarowania, szerzenia postępu rolniczego oraz podejmowania działalności na rzecz rozwoju oświaty i kultury na wsi.

## Powstanie Pomorskiego Towarzystwa Rolniczego
Pomorskie Towarzystwo Rolnicze funkcjonowało na terenie województwa pomorskiego, które wyłonione zostało w 1919 r. na mocy Traktatu Wersalskiego i zwycięskiego Powstania Wielkopolskiego. Formalnie województwo pomorskie przyłączono do Macierzy w styczniu 1920 r. Województwo pomorskie stanowiło ziemie byłego zaboru pruskiego, na których stosunkowo wcześnie przeprowadziło uwłaszczenie chłopów (1816–1850). Miało to pozytywny wpływ na kształtowanie stosunków agrarnych i podnoszenie świadomości rolników.
Pomorskie Towarzystwo Rolnicze powstało w 1924 r. z połączenia oddziału Zjednoczenia Producentów Rolnych Pomorza z Patronatami Pomorskich Kółek Rolniczych. Głównym celem nowego Towarzystwa było:
- podnoszenie produkcji rolniczej;
- organizowanie korzystnego zbytu produktów rolnych;
- szerzenie oświaty rolniczej;
- poprawienie warunków pracy robotników rolnych.

Od momentu powstania Towarzystwo nawiązało współpracę z Pomorską Izbą Rolniczą.
Na czele Pomorskiego Towarzystwa Rolniczego stanął prezes Jan Donimirski, który był inicjatorem usamodzielnienia i zjednoczenia rozproszonego ruchu rolniczego.

## Funkcjonowanie Pomorskiego Towarzystwa Rolniczego
Organami Towarzystwa Rolniczego było walne zgromadzenia złożone z władztw Towarzystwa i delegatów kółek rolniczych. W skład władz Izby wchodzili: prezes, członkowie zarządu i członkowie rady. Działały komisje finansowo-budżetowa i rewizyjna. 
Bieżącą działalnością Towarzystwa kierował dyrektor biura PTR wraz z personelem. W ramach biura PTR działały następujące wydziały:
- administracyjny;
- wytwórczości rolniczej;
- wytwórczości zwierzęcej;
- oświaty rolniczej;
- organizacji gospodarstw;
- ekonomiczny;
- inspektorat leśnictwa.

W skład wydziału administracyjnego wchodził referat prawno-podatkowy, który informował członków o ich obowiązkach i prawach wynikającego z ustawodawstwa podatkowego oraz udzielał porad prawnych.
Towarzystwo podejmowało szeroko zakrojone działania związane z:
- problematyka rolnictwa;
- stosunków agrarnych;
- własnością ziemi (własność polska i niemiecka);
- warunków ekonomicznych funkcjonowania gospodarstw;
- rynków zbytu;
- upowszechnianie postępu rolniczego.

Zadania określone w statucie realizowano we własnym zakresie i poprzez przyjmowanie rezolucji, które kierowano do ministerstwa rolnictwa i urzędów centralnych.

### Majątek Pomorskiego Towarzystwa Rolniczego
Majątek Pomorskiego Towarzystwa Rolniczego tworzony był:
- ze składek członkowskich;
- z opłat za korzystanie z urządzeń i działalność towarzystwa;
- z zapisów i subwencji;
- z opłat za ruchomości i nieruchomości towarzystwa.

Składka członków była wpłacana raz do roku. Składka członków zwyczajnych, gospodarujących samodzielnie na obszarze poniżej 50 ha była pobierana przez skarbnika kółka rolniczego. Składka członka gospodarujące na obszarze 50 ha lub więcej, była wnoszona bezpośrednio do zarządu głównego PTR. Na pokrycie działalności kółek rolniczych przeznaczono 10% wszystkich składek uiszczonych z obwodu działalności kółka rolniczego.

### Towarzystwo rolnicze powiatowe
Towarzystwo rolnicze powiatowe było stowarzyszaniem zarejestrowanym w myśl przepisów rozporządzenia Prezydenta RP z 1932 r. i posiadało osobowość prawną. Towarzystwo rolnicze powiatowe miało na celu:
- wspieranie swoich członków w zakresie podniesienia gospodarstwa wiejskiego;
- szerzenia oświaty rolniczej pozaszkolnej;
- udzielanie poradnictwa rolniczego;
- popieranie idei spółdzielczości;
- wspieranie przemysłu rolnego;
- ochrona interesów swoich członków.

Dla osiągnięcia swoich celów, towarzystwo organizowało kółka rolnicze, urządzało kursy i odczyty fachowe, pomagało w rozwijaniu spółdzielczości, prowadziło poradnictwo prawne dla członków kółek rolniczych oraz podejmowało inne działania, które uznano za właściwe.
Majątek towarzystwa rolniczego powiatowego tworzony był:
- ze składek członkowskich;
- z opłat za korzystanie z urządzeń i działalność towarzystwa;
- z zapisów i subwencji;
- z ruchomości i nieruchomości towarzystwa.

### Podstawowe ogniwa Pomorskiego Towarzystwa Rolniczego
Podstawowymi ogniwami Towarzystwa były kółka rolnicze, przed którymi postawiono zadanie upowszechnianie nowoczesnych metod gospodarowania, szerzenie oświaty rolniczej i kultury rolnej.
Zgodnie z statutem zadaniem celem kółek rolniczych było:
- zbiorowe działanie członków dla osiągnięcia wspólnych celów gospodarczych i społecznych;
- wzajemna samopomoc wszystkich członków;
- wspólny zakup i używanie narzędzi i maszyn rolniczych;
- obrona interesów członków kółek na płaszczyźnie działalności – poradnictwo, pisanie wniosków, itd.;
- krzewienie wiedzy fachowej wśród członków;
- dążenie do udoskonalenia poszczególnych gospodarstw, celem podniesienia ogólnego stanu gospodarczego przez pogadanki fachowe, lustracje gospodarstw, kursy, konkursy;
- reprezentowanie miejscowych potrzeb członków kółka rolniczego;
- informowanie członków o wszystkich ważnych aktualnych sprawach gospodarczych;
- strzeżenie, by wszyscy członkowie przestrzegali przepisów regulaminów i statutu kółka, towarzystwa rolniczego powiatowego i Pomorskiego Towarzystwa rolniczego.

Wśród członków kółek rolniczych 90,8% stanowili właściciele gospodarstw rolnych mających powierzchnię mniejszą niż 50 ha, 4,1% było właścicielami gospodarstw rolnych w przedziale od 50 ha do 125 ha oraz 5,1% było właścicielami gospodarstw rolnych powyżej 125 ha.

## Liczba kółek rolniczych w woj. pomorskim
Według danych sprawozdań rocznych Pomorskiego Towarzystwa Rolniczego liczba kółek rolniczych w układzie powiatowym przedstawiała się następująco:
| Powiat                 | 1924 | 1927   | 1930   | 1934   | 1938   |
| ---------------------- | ---- | ------ | ------ | ------ | ------ |
| Brodnica               | 11   | 29     | 37     | 43     | 43     |
| Chełmno                | 4    | 11     | 17     | 25     | 29     |
| Chojnice               | 8    | 20     | 25     | 27     | 24     |
| Działdowo              | 2    | 6      | 15     | 20     | 28     |
| Grudziądz              | 4    | 16     | 23     | 29     | 40     |
| Kartuzy                | 10   | 29     | 48     | 53     | 54     |
| Kościerzyna            | 13   | 23     | 34     | 50     | 99     |
| Puck (Morski)          | 14   | 28     | 31     | 37     | 40     |
| Nowe Miasto            | 18   | 35     | 43     | 45     | 49     |
| Sępólno                | 2    | 7      | 9      | 9      | 10     |
| Starogard              | 9    | 18     | 30     | 34     | 36     |
| Świecie                | 17   | 30     | 42     | 34     | 54     |
| Tczew                  | 5    | 13     | 26     | 31     | 33     |
| Toruń                  | 16   | 27     | 33     | 35     | 41     |
| Tuchola                | 7    | 16     | 18     | 25     | 29     |
| Wąbrzeżno              | 9    | 17     | 24     | 27     | 33     |
| Razem kółek rolniczych | 149  | 325    | 455    | 524    | 642    |
| Razem członków         | 5851 | 12 275 | 16 918 | 15 250 | 24 005 |